# Iakov Flier
Iakov Vladimirovitch Flier (en russe : Я́ков Влади́мирович Флие́р, parfois orthographié Fliere ou Fliyer ; 8 octobre 1912 (21 octobre 1912 dans le calendrier grégorien) – 18 décembre 1977) est un pianiste et pédagogue russe.
Iakov Vladimirovitch Flier est né à Orekhovo-Zuyevo, en Russie. Il étudie le piano au Conservatoire de Moscou avec Constantin Igoumnov. Dans les années 1930, il devient l'un des plus importants pianistes de concert russe. Il joue principalement la musique romantique, mais également la musique contemporaine des compositeurs russes, tels Dmitri Kabalevski, Dmitri Chostakovitch, Guerman Galynine, Sergueï Prokofiev et Rodion Chtchedrine.
Il a enseigné longtemps au Conservatoire de Moscou. Ses élèves les plus connus sont Rodion Chtchedrine, Viktoria Postnikova, Mikhaïl Pletnev, Lev Vlassenko, Natasha Vlassenko, Tatiana Ryumina, Mikhaïl Faerman, Bella Davidovitch, Regina Shamvili, Shoshana Rudiakov, Mikhail Rudy, Mark Zeltser, Vladimir Feltsman, Samvel Alumian et Mūza Rubackytė.
Il est un contemporain et parfois rival d'Emil Gilels. À partir des années 1960 et 1970, Flier commence à se produire en Europe. Pendant sa tournée américaine, il interprète le troisième concerto de Rachmaninoff avec le New York Philharmonic sous la direction de Leonard Bernstein.
Il meurt en 1977, à Moscou, âgé de 65 ans.

## Distinctions
Flier a été fait Artiste du peuple de l'URSS en 1966. Il a gagné le concours national d'URSS, et en 1936 celui de Vienne et s'est classé troisième au concours international Eugène Ysaÿe de Bruxelles en 1938.